# Parafia św. Cyryla z Aleksandrii w Tucson
Parafia św. Cyryla z Aleksandrii w Tucson (ang. St. Cyril of Alexandria Parish) – parafia rzymskokatolicka położona w Tucson, Arizona, Stany Zjednoczone.
Jest ona wieloetniczną parafią w diecezji Tucson z mszą św. w j. polskim dla polskich imigrantów.
Ustanowiona w 1947 roku i dedykowana św. Cyrylowi z Aleksandrii.

## Szkoły
- St. Cyril of Alexandria School (Przedszkole – 8th Grade)